# خوزه لوئیس مارتینز بازان
خوزه لوئیس مارتینز بازان (زاده ۱۱ فوریه ۱۹۴۲ – درگذشته ۲۱ ژوئیه ۲۰۱۵ در ویلا دل سرو) یک داور فوتبال اروگوئه‌ای بود. او به دلیل داوری یک بازی در جام جهانی فوتبال ۱۹۸۶ مکزیک و همچنین داوری جام بین قاره‌ای ۱۹۸۶ شناخته شده است.
او در ۲۱ ژوئیه ۲۰۱۵ در سن ۷۳ سالگی درگذشت.